# Profilinota notaula
Profilinota notaula är en fjärilsart som beskrevs av Edward Meyrick 1933. Profilinota notaula ingår i släktet Profilinota och familjen plattmalar. Inga underarter finns listade i Catalogue of Life.